# Klausdorf (Schwentinental)
Klausdorf ist ein Stadtteil der Stadt Schwentinental in Schleswig-Holstein. Bis zum 29. Februar 2008 war Klausdorf eine amtsfreie Gemeinde.

## Geografie und Verkehr
Klausdorf liegt an der Bundesstraße 76, der Landstraße 52 sowie dem Fluss Schwentine und grenzt an die Kieler Stadtteile Wellingdorf und Elmschenhagen, den Schwentinentaler Ortsteil Raisdorf sowie die Gemeinde Schönkirchen.

## Geschichte
Klausdorf wurde vom Kloster Preetz gegründet und 1224 als Vruwenhuthe erstmals erwähnt. 1233 bekam der Ort den Namen Nicolaustorp, weil dort eine Kapelle zu Ehren des Heiligen Nicolaus errichtet wurde.

### Auflösung der Gemeinde
Am 1. März 2008 wurde durch den Zusammenschluss der bisherigen amtsfreien Gemeinden Klausdorf und Raisdorf die neue Gemeinde Schwentinental gebildet.

## Politik

### Wappen
Das Wappen wurde am 25. Mai 1974 genehmigt.
Blasonierung: „In Rot ein silberner Krummstab, dessen Schaft abgebrochen ist, über einem silbernen Wellenbalken im Schildfuß.“
Die zentrale Figur des Wappens, der abgebrochene Krummstab, weist in die Vergangenheit des Ortes zurück, die bis in die Gegenwart greifbar blieb. 1233 wird "Niclaustorp" erstmals urkundlich erwähnt. Das Dorf gehörte zu den ersten Besitzungen des 1211 gestifteten Benediktinerinnenklosters Preetz. In einem Verzeichnis von 1286 ist es als klösterlicher Besitz bezeugt. Auch nach der Reformation behielt das Kloster, nunmehr als adliges Damenstift, den Ort zusammen mit seinen übrigen Besitzungen. Noch bis 1920 besaß es in Klausdorf Ländereien. Die fast 700-jährige Klosterherrschaft wird im heutigen Gemeindewappen durch den Krummstab wiedergegeben; ihr Ende verdeutlicht dessen abgebrochener Schaft. Die Lage an der Schwentine wird durch den Wellenbalken zum Ausdruck gebracht. Die holsteinischen Farben Rot und Silber zeigen die Zugehörigkeit des Ortes zu diesem Landesteil an.
Das Wappen wurde von dem Brunsbütteler Heraldiker Willy „Horsa“ Lippert gestaltet.

### Flagge
Die Flagge wurde am 9. August 1979 genehmigt.
Auf weißem Flaggentuch das Gemeindewappen, etwa um seine Breite aus der Mitte zur Stange hin verschoben. Unweit des oberen und des unteren Randes der Flagge und parallel zu diesen je ein schmaler roter Streifen.

## Schule
Im Stadtteil befindet sich die Astrid-Lindgren-Grundschule. Bis in die 1990er Jahre war auch eine Hauptschule dort untergebracht. Ein ehemaliger Teil der Schule wird seit 1984 als selbstverwaltendes Jugendhaus genutzt.

## Kirche
Am Dorfplatz befindet sich die evangelische Philippus-Kirche.

## Persönlichkeiten
- Thomas Reineck (* 1967),  in Klausdorf geborener Kanute, Olympiasieger im Vierer-Kajak

## Bilder

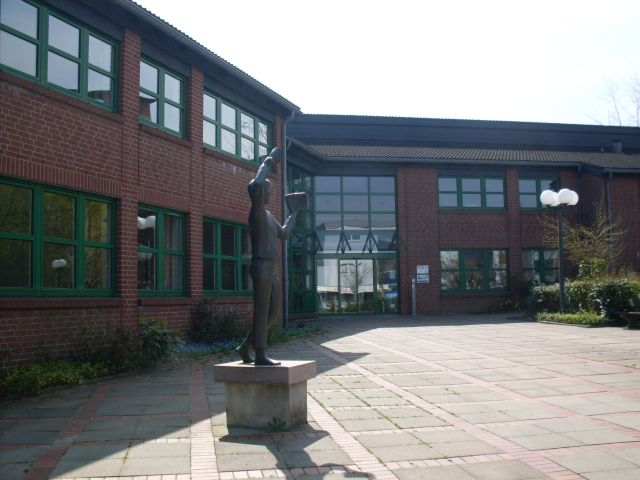
Das Bürgerhaus der Gemeinde Klausdorf, mit Bürgerbüro, Bücherei, Sitzungsräumen, DRK- und AWO-Raum.
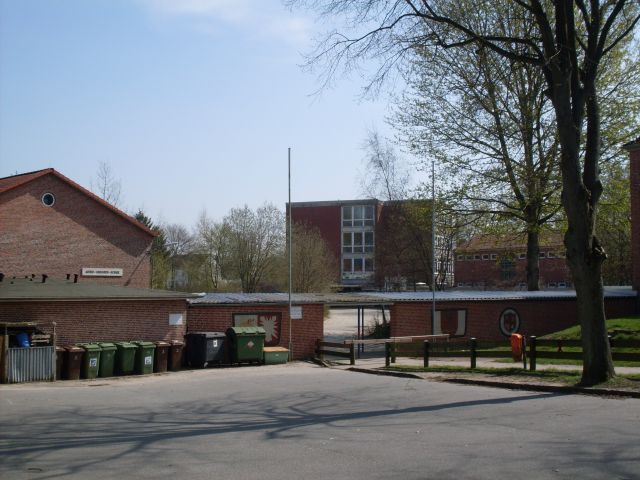
Astrid-Lindgren-Grundschule an der Dorfstraße
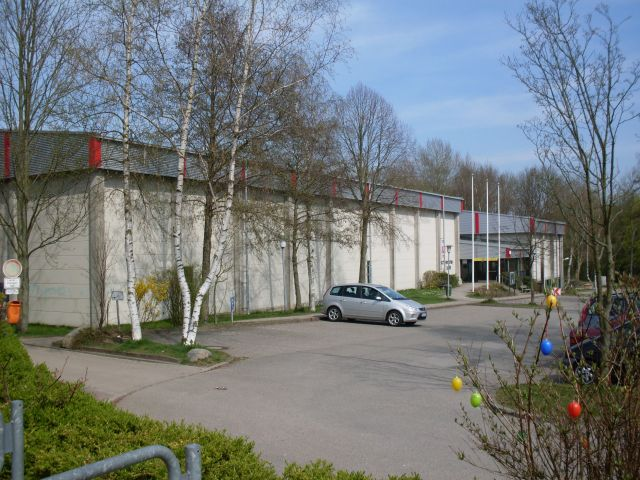
Schwentinehalle (Sport- und Mehrzweckhalle) im Aubrook
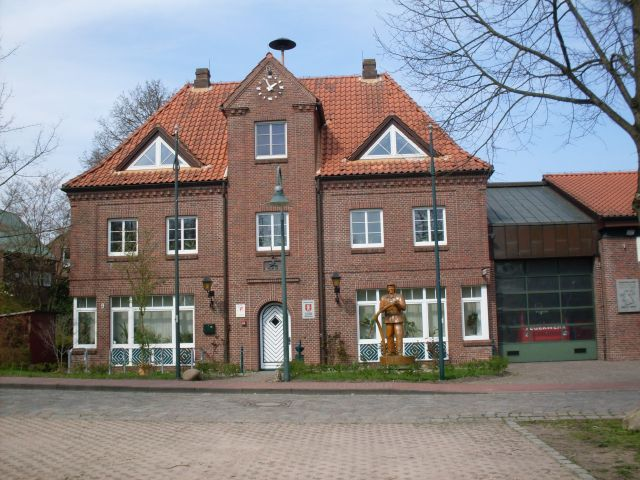
Feuerwehrhaus am Dorfplatz
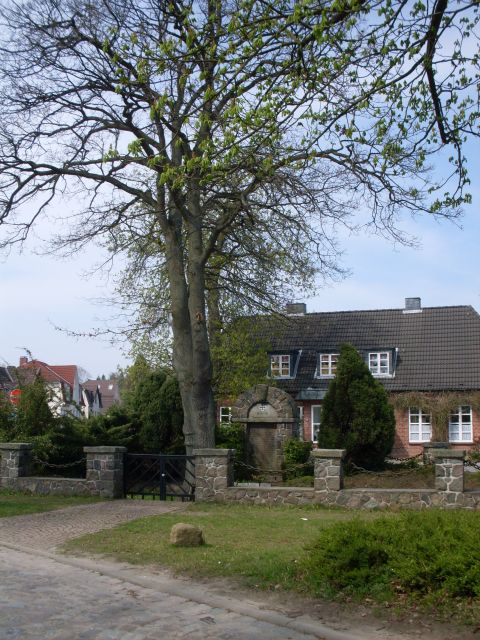
Gedenkstätte für die Opfer der Kriege